# Буритирама
Буритирама (на португалски: Buritirama) е град и община в Източна Бразилия, щат Баия, мезорегион Вали Сао-Франсискано да Баия, микрорегион Бара. Според Бразилския институт по география и статистика през 2010 г. общината има 19 589 жители.